# Gerardo Grossi
Gerardo Grossi foi um político brasileiro do estado de Minas Gerais. Foi eleito deputado estadual de Minas Gerais para a 5ª legislatura (1963 - 1967).